# Schaelsbergerbos

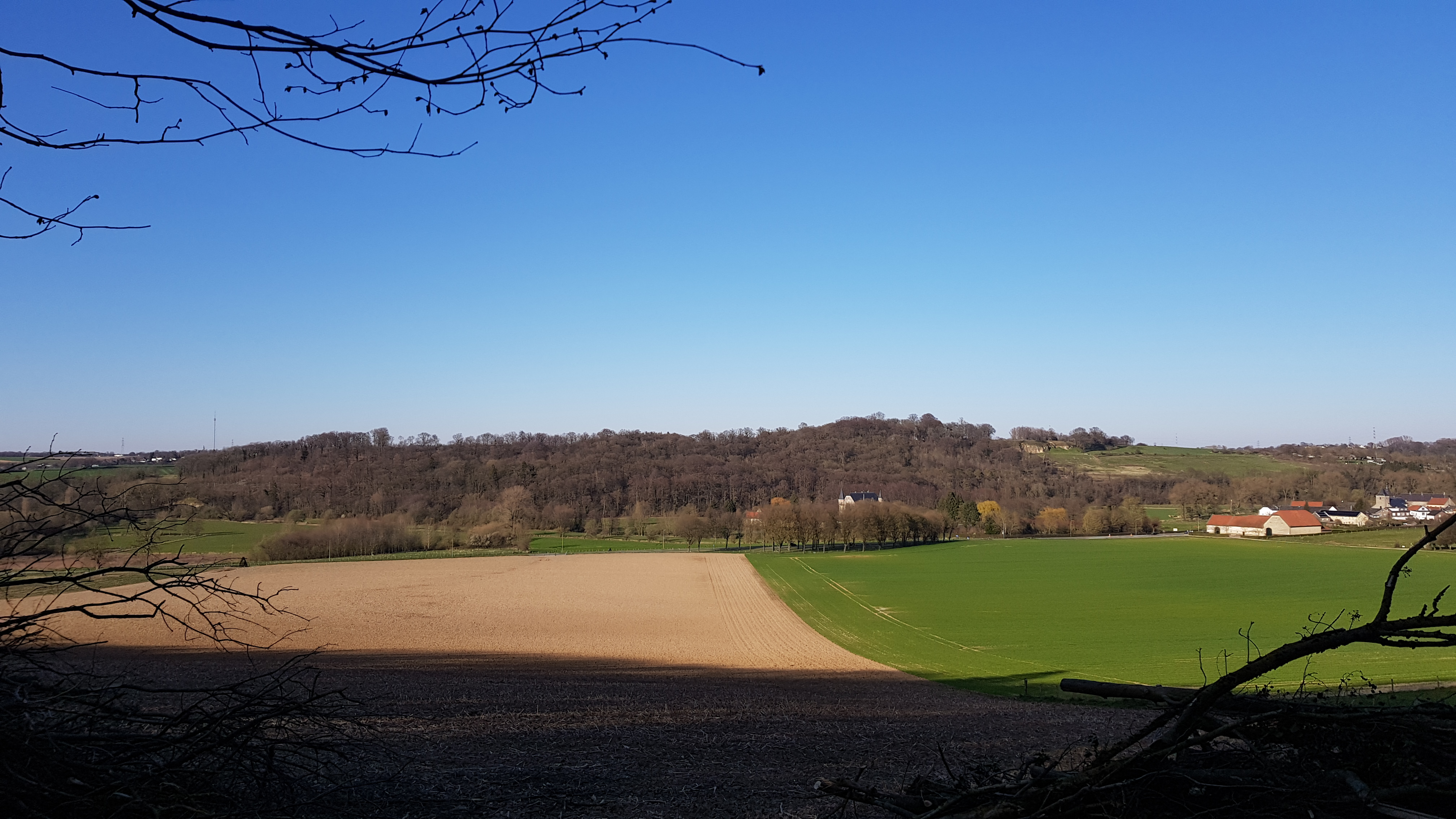
Het Schaelsbergerbos gezien vanaf de overzijde van het Geuldal

Het Schaelsbergerbos is gelegen tussen Valkenburg, Walem en Schin op Geul. Vanuit Valkenburg is het het best te bereiken met de auto via de Oosterweg. In het bos zijn verschillende monumenten gelegen. Het bos ligt op de noordhelling van het Geuldal. Het bos wordt thans door Natuurmonumenten onderhouden die het, net als vroeger, gebruikt als hakhoutbos, waarbij de bomen perceelsgewijs en periodiek gekapt worden.
Aan de rand van het Schaelsbergerbos ligt het restant van de Kalkoven Schaelsberg.

## Kasteel Oost
Kasteel Oost is een in mergel opgetrokken kasteeltje wat tegenwoordig een van de huwelijkslocaties is van de gemeente Valkenburg aan de Geul. Het pand is gelegen aan de Oosterweg, ten oosten van de stad Valkenburg. Naast het kasteeltje is er heden ten dage een wandelcafé, "Het Koetsjhoes" genaamd, waar ook een speeltuin bij hoort. Voor Kasteel Oost is er een groot mooi park aangelegd, uitstekend om trouwfoto's te maken, met daaraan een dierenparkje waarnaast de rivier de Geul stroomt.

## De Kloes
De Kluis is een gebouwtje boven op de Schaelsberg, midden in het bos gelegen waar heel lang eremieten hebben gewoond. Naast de kluis is ook een 12-tal zuilen opgetrokken waarin beeltenissen staan van de 12 staties van het lijden van Christus. Jaarlijks vindt hier de openluchtmis van de Sjaasbergergank plaats.

## Aan de Geul
Aan de Geul staat de calvariegroep de Drie Beeldjes, in het Valkenburgs ook wel "De Drie Beeldsjes" genoemd. Achter de beeldengroep ligt het geologisch monument van de Groeve bij de Drie Beeldjes.
Op ongeveer een halve kilometer stroomafwaarts ligt een tweede geologisch monument, de Groeve Kasteel Oost.